# 木顶乡
木顶乡，是中华人民共和国四川省南充市营山县下辖的一个乡镇级行政单位。2019年10月，撤销清源乡，将其所属行政区域划归木顶乡管辖。

## 行政区划
木顶乡下辖以下地区：
梁山村、桥亭村、罗安村、兴旺村、石院村、跃进村、解放村、银水村、战斗村和刺门村、沿河村、梨子村、黄草村、莲台村、两岔村、白井村、红豆村、石碾村、石板村和元井村。